# Eduíno de Inglaterra
Eduíno (941? – 1 de outubro de 959) foi Rei de Inglaterra de 955 a 959. Era o filho mais velho do rei Edmundo I de Inglaterra, e sucedeu ao tio Edredo.
O seu reinado foi marcado por conflitos internos com os seus súbditos e a Igreja Católica. A insatisfação dos nobres, encabeçados pelo seu irmão Edgar, causou uma breve guerra civil que Eduíno perdeu na batalha de Gloucester. Nos acordos subsequentes, o reino foi dividido: Eduíno permaneceu senhor dos territórios a sul do Tâmisa, incluindo Wessex e Kent, enquanto que Edgar se tornou rei no Norte. Com a morte de Eduíno sem descendência, a Inglaterra voltou a unir-se nas mãos de Edgar.